# 콜론넬라
콜론넬라(이탈리아어: Colonnella)는 이탈리아 아브루초주 테라모도에 위치한 코무네다.